# 毛鳞双盖蕨
毛鳞双盖蕨（学名：Diplazium hirtisquama）也称毛鳞短肠蕨，为蹄盖蕨科双盖蕨属下的一个植物种。